# 小関治男
小関 治男（おぜき はるお、1925年11月20日 - 2009年1月13日）は、日本の分子生物学者。京都大学名誉教授。

## 経歴
- 1952年 京都大学農学部卒業
- 1955年 カーネギー研究所遺伝学部門
- 1958年 リスター予防医学研究所
- 1960年
  - マサチューセッツ工科大学
  - 京都大学農学博士「ネズミチブス菌の他養性突然変異体における不完全形質導入」[2]
- 1967年 国立予防衛生研究所
- 1969年 京都大学理学部生物物理学教室教授
- 1989年 京都大学退官
- 2009年 虚血性心疾患のため死去[1]

## 受賞歴
- 1964年 日本遺伝学会賞
- 1987年 京都新聞文化賞
- 1992年 紫綬褒章
- 1997年 勲三等旭日中綬章[3]